# Mario Party (spel)
Mario Party (In Japan: マリオパーティ , Mario Pāti) is een partyspel, uitgebracht voor de Nintendo 64 in 1998. Het spel werd gecreëerd door het Japanse bedrijf Hudson Soft en uitgegeven door Nintendo. Mario Party is het eerste deel uit de gelijknamige serie Mario Party en kent op het moment tien opvolgers (exclusief enkele spin-offs), met Mario Party Superstars als het meest recente.
De game draait voornamelijk om Nintendo's beruchte loodgieter Mario en zijn vrienden. In Mario Party nemen vier spelers (al dan niet computergestuurd) het tegen elkaar op op een virtueel, thematisch ontworpen spelbord, met het doel zo veel mogelijk sterren te bemachtigen binnen een bepaald beurtensysteem. Na elke spelbeurt volgt een minigame waarin de spelers een aantal munten (meestal 10) kunnen verdienen, die bovendien nodig zijn voor de aanschaf van sterren.
Na een op voorhand ingestelde beurtenreeks wordt de winnaar - die dus het grootste aantal sterren in de wacht heeft gesleept - bekendgemaakt. De verdiende munten van het spel worden na afloop opgeborgen in een grote spaarpot, waar de speler elk moment gebruik van kan maken om bijvoorbeeld nieuwe voorwerpen mee aan te schaffen of geheimen vrij te spelen.

## Overzicht

### Concept
Mario Party is een van de weinige spellen die een virtueel spelbord bevat waarop spelers via zogenaamde dobbelsteenblokken hun weg moeten banen. Toch doet het veeleer denken aan het klassieke ganzenbord, Monopoly en andere fameuze bordspelen. Het spelconcept werd na de lancering van Mario Party behouden voor zijn opvolgers, al werd er na elk spel wel één of meerdere nieuwe elementen aan toegevoegd.
Mario Party volgt geen echte verhaallijn, maar desalniettemin werd er gewerkt aan een introfilmpje waarin verteld wordt wat de motieven zijn voor de inhoud van het spel. Het personage Mario is een bekend personage op het vlak van platformspellen. Na het succes van Mario Bros. werden er dan ook al gauw vele nieuwe reeksen bedacht, waar Mario Party een van is. Deze spelserie laat zien dat Mario meer in zijn mars heeft dan zich gewoon door levels en werelden te banen.

### Verhaal
Op een dag in het Mushroom Kingdom besluit Mario een groot feest te geven voor al zijn vrienden om nog eens samen te komen en wat bij te praten. Het wordt na verloop van tijd erg gezellig en ze praten wat over de avonturen die elk van hen heeft meegemaakt de voorbije jaren. Een tijdje later ontstaat er echter plots een enorme discussie wanneer Wario met de vraag komt: "Wie van ons is er nu eigenlijk de grootste held?". Na eindeloos geruzie tussen de gasten is Toad het grondig beu en hij besluit een bordspel te organiseren waarin de personages zich stuk voor stuk kunnen bewijzen als echte held. De winnaar wordt dan uiteindelijk bekroond tot superster. Iedereen gaat onmiddellijk akkoord en dit luidt de start in van Mario Party.

### Spelfiguren
In Mario Party kan vrij worden gekozen uit zes bekende Nintendo-personages. Zoals de speltitel aangeeft komen de meeste van deze personages uit de Mario-serie. Nintendo's bekende mascotte Mario is aanwezig en heeft een eigen level in het spel genaamd Mario's Rainbow Castle. Ook zijn broer in het groen, Luigi, is te vinden in het spel. Hij heeft net als Mario een eigen level, genaamd Luigi's Engine Room. Mario's vriendin en tevens prinses van het Mushroom Kingdom, Princess Peach, speelt eveneens een rol in de game en haar eigen level vindt plaats op een grote verjaardagstaart met de naam Peach's Birthday Cake. Mario's slechte dubbelganger Wario doet ook mee in het bordspel en zijn eigen level is Wario's Battle Canyon genaamd. Ook de groene dinosaurus Yoshi neemt deel aan het spel en zijn eigen level heet Yoshi's Tropical Island. De gorilla met stropdas Donkey Kong kan ten slotte als zesde speelbaar personage worden gekozen en zijn level in het spel heet DK's Jungle Adventure. Tevens zijn ook Mario's aartsvijand Bowser en zijn zoon Bowser Jr. terug te vinden in het spel, maar zij kunnen niet worden gekozen als speelbaar personage.

### Algemeen
Mario Party telt verschillende minigames en speelt zich grotendeels af op spelborden, waar de spelers om de beurt tegen een dobbelsteenblok moeten springen en vervolgens dat aantal vakjes moet voortbewegen. Er zijn verschillende types vakjes waar spelers op kunnen belanden, die vaak zelfs voor een eigen effect kunnen zorgen.
Het grootste doel van het spel is méér sterren te verzamelen dan de anderen, nadat alle beurten zijn gespeeld. Het personage met de meeste sterren wordt bekroond tot winnaar. Slechts één ster is per keer aanwezig op het spelbord en dit op een willekeurig uitgekozen plaats. Als de ster bij Toad wordt aangekocht (voor 20 munten), zal de locatie van de ster veranderen en dit zal zo doorgaan totdat het spel ten einde komt. Met behulp van het niet-speelbaar personage Boo, hebben spelers de mogelijkheid sterren van anderen te stelen. Boo vraagt hiervoor 50 munten in ruil.
Naast sterren, is het verzamelen van munten ook belangrijk. De verzamelde munten worden achteraf bewaard in een spaarpot, waar de speler elk moment gebruik van kan maken om nieuwe voorwerpen of nieuwe spelborden vrij te spelen. Munten kunnen op een spelbord onder meer verdiend worden door op een blauw vakje te eindigen (+3 munten) of bij de minigames als winnaar uit de bus te komen. Verdiende munten kunnen echter ook verloren worden door bijvoorbeeld op een rood vakje te eindigen op het spelbord (-3 munten), op het Bowser-vakje te eindigen of te verliezen in bepaalde minigames.

### Minigames
Aan het einde van elke beurt op het spelbord, wordt er een willekeurig uitgekozen minigame gestart waar alle spelers aan deel moeten nemen. De meeste minigames zijn vrij kort (ongeveer één minuut) en in het algemeen erg simpel. In het hele spel zijn er 56 minigames aanwezig, onderverdeeld in vier categorieën.
De 4-speler minigames zijn onderverdeeld in drie types: de minigames waarin de vier spelers het individueel tegen elkaar opnemen, de minigames waarin de rangschikking van het winnen een belangrijke rol speelt voor de verdeling van de munten en ten slotte de minigames waarin spelers munten kunnen verdienen, zodat andere spelers juist munten verliezen. In de 2 vs. 2-speler minigames moeten spelers in groepen van 2 samenwerken om uiteindelijk de overwinning te behalen. In de 1 vs. 3-speler minigames nemen 3 spelers het op tegen de vierde, overblijvende speler. De drie werken samen om de vierde te dwarsbomen, terwijl de vierde ook in z'n eentje de drie kan verslaan. De 1-speler minigames zijn enkel geschikt voor één speler, waarin het personage een opdracht moet voltooien om munten te verdienen.
Minigames worden op het einde van elke beurt gespeeld, maar soms ook tijdens de beurt zelf. Als een speler op het Bowser-vakje komt of op het 1-speler minigamevakje, wordt er eveneens een minigame gestart. In sommige minigames ontvangt de winnaar de munten, in andere verliest de verliezende speler zijn munten, naargelang de situatie en de minigame.
4-speler minigames
- Face Lift
- Crazy Cutter
- Hot Bob-Omb
- Musical Mushroom
- Coin Block Blitz
- Balloon Burst
- Skateboard Scamper
- Box Mountain Mayhem
- Platform Peril
- Mushroom Mix-Up
- Treasure Divers
- Grab Bag
- Bumper Balls
- Tipsy Tourney
- Bombs Away
- Mario Bandstand
- Cast Aways
- Hammer Drop
- Shy Guy Says
- Key-pa Way
- Buried Treasure
- Running of the Bulb
- Hot Rope Jump
- Slot Car Derby 1
- Slot Car Derby 2

1 vs. 3-speler minigames
- Pipe Maze
- Bash 'n Cash
- Tug 'o War
- Bowl Over
- Paddle Battle
- Coin Shower Flower
- Piranha's Pursuit
- Tight Rope Treachery
- Coin Block Bash
- Crane Game

2 vs. 2-speler minigames
- Handcar Havoc
- Deep Sea Divers
- Desert Dash
- Bombsketball
- Bobsled Run

1-speler minigames
- Memory Match
- Knock Block Tower
- Limbo Dance
- Slot Machine
- Pedal Power
- Whack-a-Plant
- Shell Game
- Ghost Guess
- Ground Pound
- Teetering Towers
- Bumper Ball Maze 1
- Bumper Ball Maze 2
- Bumper Ball Maze 3
- Chance Time

### Bonussterren
Aan het einde van het spel worden er drie bonussterren uitgedeeld. De eerste gaat naar het personage dat de meeste munten heeft verzameld gedurende alle spelbeurten. De tweede bonusster gaat naar de speler die het meeste minigames heeft gewonnen en de derde naar het spelfiguur dat het meeste op het ?-vakje is beland. De persoon met de meeste sterren (inclusief de bonussterren) is de beslissende winnaar. Bij gelijkstand qua sterrenaantal is de winnaar diegene met de meest verzamelde munten. Bij gelijkstand qua sterrenaantal én muntenaantal moeten de spelers tegen een dobbelsteenblok springen. Het personage dat het hoogste cijfer gooit is dan de definitieve winnaar.

### Spelmodes
In het spel zijn er hoofdzakelijk twee belangrijke spelmodes aanwezig:
- Adventure mode
  - In deze standaardmode van het spel nemen vier spelfiguren het tegen elkaar op door zo veel mogelijk sterren te verzamelen binnen een bepaald beurtensysteem. De verdiende sterren en munten worden achteraf bewaard zodat de speler, in ruil voor deze vondsten, nieuwe spelmogelijkheden kan vrijkopen.
- Mini-Game Island
  - Slechts één speler kan aan deze spelmode deelnemen en reist met behulp van een wereldkaart door verschillende minigames heen. Deze dienen eerst voltooid te worden, indien het volgende minigame kan worden gestart. Na elk gewonnen minigame ontvangt de speler een aantal munten. Bij het bereik van 100 munten, zal de speler een extra leven krijgen om de kans tot de eindmeet te vergroten. Een minigame verliezen betekent één leven minder en zodanig veel minigames verliezen betekent dat het spel voorbij is. De speler moet dan, tenzij er vooraf wordt opgeslagen, helemaal opnieuw beginnen. Als het Mini-Game Island wordt voltooid, komen er enkele nieuwe minigames beschikbaar.

### Spelborden
Mario Party kent in totaal 8 verschillende spelborden, waarbij de eerste 6 van het begin beschikbaar zijn. De 2 resterende spelborden dienen eerst vrijgespeeld te worden door een bepaald aantal sterren te verzamelen of het te kopen in de Mushroom Shop.
- DK's Jungle Adventure
  - Spelers bevinden zich in een jungle met diverse obstakels, zoals rollende rotsstenen en lastige Whomps die tol vragen voor de ingang van een bepaalde route. Het doel is om zo snel mogelijk Toad te vinden, die zich ergens op een willekeurige plek op het spelbord bevindt. Volgens het verhaal zit er ergens op het bord een mysterieuze Golden Banana (gouden banaan) verborgen. De winnaar van het spel maakt kans om deze als eerste te bemachtigen.
- Peach's Birthday Cake
  - Het spelbord is gelegen op een gigantische verjaardagstaart en spelers moeten met behulp van sterren de kaarsen opnieuw doen branden. Indien men Goomba tijdens het spel ontmoet, kan hij een zaadje planten waaruit een speciale bloem zal groeien. Deze bloem zal aanduiden of de speler naar Toad of Bowser wordt getransporteerd. Toad zal een ster aanbieden, Bowser zal sterren of munten proberen te stelen.
- Yoshi's Tropical Island
  - Het spelbord bestaat uit twee eilanden die met elkaar in verbinding staan via een brug. Het ene eiland bevat de ster en het andere wordt bewoond door Bowser. De speler heeft de mogelijkheid de ster en Bowser van eiland te doen wisselen indien deze op een ?-vakje terechtkomt. Het doel is de draaikolken tussen de twee Yoshi's te doen verdwijnen en de verliezer zal opgezogen worden door Bubba, een grote vis.
- Wario's Battle Canyon
  - Spelfiguren bevinden zich in het midden van een slagveld, dat gesplitst ligt in vijf verschillende gebieden met gigantische kanonnen. Spelers dienen deze kanonnen te gebruiken om van gebied te veranderen en de vrede te doen herstellen tussen de rode en de zwarte Bob-ombs. Toad met de ster is willekeurig geplaatst op het spelbord, op een van de vijf gebieden. Bowser heeft echter een vaste plaats op één bepaald gebied. Aan het einde van het spel zal de verliezer Bowsers kanon moeten uittesten.
- Luigi's Engine Room
  - Het spelbord vindt plaats in de machinekamer van Luigi's vliegende luchtschip. Het mechanisme is stuk en alleen de kracht van de sterren kan alles weer normaal doen laten werken. Om Toad te vinden zal de speler tegen robots moeten praten, die trouwens de leiding hebben over bepaalde deuren en dus tol vragen om te mogen passeren. Aan het einde van het beurtensysteem zal de verliezer te maken krijgen met Bowsers vlammenmachine.
- Mario's Rainbow Castle
  - Spelers bevinden zich letterlijk in de wolken, in een omgeving met torens en een gigantisch luchtkasteel. Elke tweede beurt zal Toad aan de top van de toren te zien zijn en een ster aanbieden. Tijdens alle andere beurten zal Bowser op de toren pronken en een valse ster aanbieden die verplicht 20 munten kost en bovendien geen echte ster is. Een ?-vakje zorgt ervoor dat de positie van Toad en Bowser opnieuw wordt veranderd. De kracht van de sterren zal de regenboog opnieuw doen verschijnen en de verliezer wordt naar Bowser gestuurd.
- Bowser's Magma Mountain
  - Dit spelbord kan voor een bepaald aantal sterren of munten worden aangekocht in de Mushroom Shop. De omgeving bestaat uit een vulkaan met rotsen en lava, en spelers zullen zich door het stenen pad moeten loodsen om uiteindelijk bij Bowser terecht te komen. Deze heeft bovendien het een en het ander voor hen in petto.
- Eternal Star
  - Dit mysterieuze spelbord zal ter beschikking worden gesteld als een bepaald sterrenlimiet in het spel wordt ovetroffen. Het bord is een enorme, gebroken ster, gestolen door Bowser, waar hij en zijn baby's: de zogenaamde Mini Bowsers de boel hebben vernield. Het geheel is gesitueerd in de ruimte en spelers moeten behulp maken van teleports om zich een weg te banen door de grootse omgeving. Om een ster te kunnen bemachtigen, moeten spelers het opnemen tegen Mini Bowser in een zogenaamde dobbelsteencompetitie. Als de speler het hoogste aantal ogen gooit, is de ster binnen. De winnaar van het spel zal de Eternal Star definitief kunnen repareren, Bowser en zijn baby's verslaan en bekroond worden tot de superheld van Mario Party.

### Op de spelborden
Elk spelbord heeft zijn eigen thema, maar het uitzicht van de spelvakjes blijft ongewijzigd hetzelfde. Het meest voorkomende vakje op het spelbord is de Blue Space (blauw vakje). Spelers die hier op landen na een worp verdienen 3 munten. Tijdens de vijf laatste beurten van een beurtenreeks wordt dit aantal opgeslagen tot zes munten. Een variant op de Blue Space is de Red Space (rood vakje), waarop spelers juist 3 munten verliezen in plaats van winnen. Tijdens de laatste vijf beurten wordt ook dit aantal herleid tot zes.
- Happening Space (gebeurtenis-vakje)
  - Er gebeurt iets speciaals op het spelbord.
- Chance Space (kans-vakje)
  - De speler wordt verplaatst naar de zogenaamde "Chance Time" waarin hij 3 blokken in een roulette moet stoppen door er simpelweg tegen te springen. Op het eerste en laatste blok wordt een speler afgebeeld. Op het middelste het aantal sterren of munten dat wordt ingezet tussen beide spelers. De bijhorende pijl wijst aan wie de inzet krijgt.
- Mushroom Space (paddenstoel-vakje)
  - De speler springt tegen een blok waarin een Mushroom of Poisonous Mushroom zit. Met een Mushroom mag de speler nog eens tegen de dobbelsteen springen en met een Poisonous Mushroom slaat de speler de eerst volgende beurt over.
- 1- Player Mini-Game Space (1-speler minigamevakje)
  - De speler speelt een 1 Player mini-game waarin munten kunnen worden verdiend.
- Bowser Space (Bowser-vakje)
  - De Bowser Roulette wordt gestart.
- Toad
  - De spelers die langs Toad passeren, kunnen voor 20 munten een ster kopen.
- Bowser
  - De spelers die langs Bowser passeren, verliezen enkele munten of in de ergste gevallen een ster.
- Boo
  - De spelers die langs Boo passeren, kunnen gratis munten laten stelen van een medespeler (of een ster voor 50 munten).

### Mushroom Shop
In deze winkel kan de speler met de verdiende munten uit de Party Mode verschillende voorwerpen aanschaffen. Naarmate het spel vordert, zullen er steeds meer voorwerpen in de Mushroom Shop beschikbaar zijn.

### Voorwerpen
Volgende voorwerpen kunnen voor een bepaald bedrag worden aangekocht in de Mushroom Shop:
- Te gebruiken in de Party Mode:
  - Plus Block - 200 munten
  - Minus Block - 100 munten
  - Speed Block - 200 munten
  - Slow Block - 100 munten
  - Warp Block - 200 munten
  - Event Block - 200 munten
- Te gebruiken in het Mini-Game House:
  - Mecha Fly Guy - 100 munten
- Te gebruiken in het Option House:
  - Record - 50 munten
  - Talking Parrot - 50 munten
- Om de gewonnen munten van de minigames in te bewaren:
  - Coin Box - Huidige spaarpot
  - Lucky Box - 400 munten
  - Casino Box - 300 munten
- Speciale voorwerpen:
  - Gameballs - 300 munten
- Verborgen voorwerpen:
  - Bowser's Magma Mountain - 980 munten
  - No Boo - 500 munten
  - No Koopa - 500 munten
  - Credits - 100 munten

### Mushroom Bank
In de Mushroom Bank worden alle aangekochte voorwerpen van de Mushroom Shop bewaard. De speler kan na het kopen de voorwerpen selecteren die hij in de Party Mode wil gebruiken. De bank houdt verder ook alle verdiende munten en sterren bij.

### Mini-Game House
In het Mini-Game House kan de speler alle minigames die hij in de Party Mode heeft vrijgespeeld kopen. Na de aanschaffing kan men de minigame vrij spelen. Het Mini-Game Stadium kan men bereiken via een warp pipe en speelt zich af op een groot spelbord. Het doel is om zo veel mogelijk minigames te winnen én als eerste de finish te bereiken. Verder kan de speler het Mecha Fly Guyspel spelen dat eerst dient gekocht te worden in de Mushroom Shop voor 100 munten. In dit uitdagende spel wordt getest hoeveel keer de speler de control stick kan ronddraaien binnen 10 seconden.

### Option House
In het Option House kan de speler de huidige spelgegevens wissen en het geluid veranderen. Voor het Option House kan de speler de Talking Parrot kopen in de Mushroom Shop voor 50 munten. Hij speelt willekeurige geluidsfragmenten af van de speelbare spelfiguren. Ook de zogenaamde "Record" kan worden aangekocht voor 50 munten. De speler kan nu vrij luisteren naar de muziek uit het hele spel.

## Overig

### Samenwerking met Hudson Soft
In 1998 startte Nintendo de samenwerking met het Japanse bedrijf Hudson Soft. Een van hun eerste spellen was Mario Party en de ontwikkeling van dit spel luidde het begin in van andere Mario-franchises van Nintendo met andere bedrijven, zoals Camelot.

### Ontvangst
Sinds de uitgifte heeft Mario Party tal van positieve beoordelingen op zijn naam staan. Desalniettemin zijn er veel kritiekpunten op o.a. de singleplayer-stand van het spel. De Amerikaanse website GameSpot zegt het volgende: "Het spel is leuk qua multiplayer, maar de singleplayer laat te wensen over." IGN zegt dat de interactie tussen de spelers beter is dan de interactie met het spel zelf, waardoor Mario Party net zo leuk wordt. Ze waarschuwen ook voor gevaarlijke besturingen tijdens het spelen van de game. "Als je van je controllers houdt, kun je je vrienden aanraden hun eigen controllers mee te nemen voor te komen spelen." aldus IGN. Mario Party was succesvol gecommercialiseerd en heeft sinds zijn release goede cijfers in de charts. Hierdoor werden dan ook al snel tal van vervolgen op het spel ontwikkeld.

### Vervolg
Mario Party kent zeven officiële opvolgers, exclusief enkele spin-offs:
- Hoofdserie:
  - Mario Party 2 (Nintendo 64)
  - Mario Party 3 (Nintendo 64)
  - Mario Party 4 (Nintendo GameCube)
  - Mario Party 5 (Nintendo GameCube)
  - Mario Party 6 (Nintendo GameCube)
  - Mario Party 7 (Nintendo GameCube)
  - Mario Party 8 (Wii)
  - Mario Party 9 (Wii)
- Spin-offs:
  - Mario Party-e (e-Reader)
  - Mario Party Advance (Game Boy Advance)
  - Mario Party DS (Nintendo DS)
  - Mario party Island tour ( Nintendo 2/3DS)

### Recensies
| Aggregator                | Score   |
| ------------------------- | ------- |
| Game Rankings             | 76%     |
| Metacritic                | 79/100  |
| Publicatie                | Score   |
| Famitsu                   | 31/40   |
| IGN                       | 7.9/10  |
| EGM                       | 8.6/10  |
| GameSpot                  | 7.2/10  |
| Electronic Gaming Monthly | 8.62/10 |
| Game Revolution           | D+      |
| Gaming Age                | 82/100  |
| Nintendo Power            | 7.9/10  |
| Nintendojo                | 7.9/10  |
| Electric Playground       | 7/10    |
| PGNx Media                | 3.6/10  |
| Gaming Maxx               | 8.6/10  |
| GamePro                   | 5/5     |
| Game Blitz                | 95/100  |